# Узбекистонська лінія
Узбекистонська лінія (узб. Ўзбекистон йўли, O`zbekiston yo`li) — лінія Ташкентського метрополітену. Введена в експлуатацію 7 грудня 1984.

## Хронологія пусків
| Ділянка                    | Дата пуску       | Довжина | Кіл-сть станцій |
| -------------------------- | ---------------- | ------- | --------------- |
| «Алішер Навої» — «Тошкент» | 7 грудня 1984    | 4,8 км  | 5               |
| «Тошкент» — «Дустлік»      | 6 листопада 1987 | 3,3 км  | 2               |
| «Алішер Навої» — «Чорсу»   | 6 листопада 1989 | 2,4 км  | 2               |
| «Чорсу» — «Беруні»         | 30 квітня 1991   | 3,8 км  | 2               |
|                            | Разом:           | 14,3 км | 11 станцій      |

## Історія перейменувань
| Станція      | Попередні назви      | Роки      |
| ------------ | -------------------- | --------- |
| Космонавтлар | Проспект Космонавтів | 1984-1992 |
| Машинасозлар | Ташсельмаш           | 1987-1992 |
| Дустлік      | Чкалівська           | 1987-2012 |

## Пересадки
| # | Пересадка на лінію | На станцію |
| - | ------------------ | ---------- |
| 1 | Чилонзорська лінія | Пахтакор   |
| 3 | Юнусободська лінія | Мінг Урік  |

## Рухомий склад
На лінії використовуються склади з вагонів 81-717/714 у складі чотиривагонних поїздів.

## Ресурси Інтернету
- Узбекистонська лінія